# HDMI
HDMI (High-Definition Multimedia Interface, възможен свободен превод на български е „интерфейс за мултимедия с висока детайлност“) е цифров аудио-видео интерфейс, способен да предава некомпресиран поток. HDMI е съвместим с технологията HDCP DRM и осигурява връзка между всяко дигитално устройство, притежаващо подобен интерфейс, например DVD плейъри, компютри, конзоли за видеоигри или телевизори. HDMI представлява тип интерфейс, благодарение на който се осъществява връзка между домашната DVD уредба и телевизора или между компютърния монитор и настолната система.

## История
Създателите на HDMI технологията са Hitachi, Panasonic, Philips, Silicon Image, Sony, Thomson, RCA и Toshiba. Digital Content Protection, LLC осигурява HDCP защита (разработена от Intel) за HDMI. HDMI се лансира от филмовите студиа Fox, Universal, Warner Bros. и Disney, както и от системните оператори DirecTV, EchoStar (Dish Network) и CableLabs.
Създателите започват работа над проекта HDMI 1.0 на 16 април 2002 г. с цел създаване на AV конектор, който е обратно съвместим с DVI. В същото време при HD телевизорите се използват DVI-HDCP и DVI-HDTV. HDMI 1.0 е проектиран да подобри DVI-HDTV чрез използването на по-малък конектор и добавяне на възможност за пренос на аудио и подобрени YCbCr способности и функции за контрол на потребителя.
Първият оторизирн тестов център (ОТЦ), който тества HDMI продукти, е открит на 23 юни 2003 г. в Калифорния, САЩ от Silicon Image. Първият ОТЦ в Япония е открит от Panasonic на 1 май 2004 г. в Осака. В Европа такъв е открит от Philips на 25 май 2005 г. в Кан, Франция. В Китай – на 21 ноември 2005 г. в Шънджън от Silicon Image. В Индия – на 12 юни 2008 г. в Бангалор от Philips. В сайта на HDMI има списък на всички ОТЦ.
По статистики на In-Stat броят на продадените HDMI устройства е бил 5 милиона през 2004 г., 17,4 милиона през 2005 г., 63 милиона през 2006 г. и 143 милиона през 2007 г. HDMI се превръща в задължителна технология за HD телевизорите и, според статистики на In-Stat, около 90% от цифровите телевизори през 2007 г. използват HDMI технологията. In-Stat изчисляват, че 229 милиона HDMI устройства са продадени през 2008 г. Към 8 април 2008 г. над 850 компании производители на компютри и други електронни устройства са усвоили HDMI технологията в своите продукти. На 7 януари 2009 г. LLC съобщават, че HDMI технологията е достигнала до и е в основата на над 600 милиона HDMI устройства. От In-Stat изчисляват, че 394 милиона HDMI устройства ще бъдат продадени през 2009 г. и че до края на същата година всички цифрови телевизори ще имат поне един HDMI порт.
На 28 януари 2008 г. In-Stat съобщават, че доставките на HDMI се очаква да надхвърлят тези на DVI през 2008 г., като основна причина за това увеличение е пазарът за черна техника.
През 2008 г. PC magazine присъжда Награда за техническо отличие на HDMI-CEC в категория „Домашно кино“ за „иновация, която промени света“. На 7 януари 2009 г. десет компании получават Награда „Еми“ за технология и инженеринг от Академията за телевизионни изкуства и науки за развитието на HDMI технологията.
На 25 октомври 2011 г. създателите на HDMI основават HDMI Форум с цел да създадат отворена организация, така че заинтересованите компании да могат да участват в развитието на HDMI технологията. Всички членове на HDMI Форума имат равно право на глас, могат да участват в техническата работна група, а ако бъдат избрани – и в борда на директорите. Няма ограничение в броя на компаниите, които могат да бъдат част от Форума. Компаниите плащат годишна такса от 15 000 щатски долара, а за тези от тях, които са част от Борда на директорите, заплащат и допълнителна такса от 5000 щатски долара. Борда на директорите се състои от 11 компании, които се избират на всеки 2 години чрез общо гласуване на членовете на Форума. Всички бъдещи разработки на HDMI спецификациите ще се извършват в рамките на Форума и ще се основават на HDMI 1.4b. В същия ден HDMI Licensing, LLC обявяват, че над 1100 компании са усвоили HDMI технологията и над 2 милиарда HDMI продукти са били доставени откакто е обявен HDMI стандарта. От 25 октомври 2011 г. всички разработки на HDMI технологията са отговорност на новосъздадения HDMI Форум.
На 8 януари 2013 г. HDMI Licensing, LLC обявяват, че над 1300 компании са усвоили HDMI технологията и над 3 милиарда HDMI продукти са били доставени откакто е обявен HDMI стандарта. Този ден също така бележи десетгодишнината от пускането на първата HDMI спецификация на пазара.

## Спецификации
Спецификацията HDMI определя протоколите, сигнали, електрически интерфейси и механични изисквания на стандарта. Максималната скорост на пикселите в HDMI 1.0 е 165 MHz, което е достатъчно, за да позволи на 1080p и WUXGA (1920 x 1200) при 60 Hz. HDMI 1.3 увеличи че 340 MHz, което дава възможност за по-висока резолюция (като WQXGA, 2560 х 1600) в една цифрова връзка. Един HDMI връзка може да бъде или единична връзка (тип A / C / D) или двойна връзка (тип B) и могат да имат скорост на видео пикселите от 25 MHz до 340 MHz (за едноканална връзка) или 25 MHz до 680 MHz (за двуканална връзка). Видео формати с цени под 25 MHz (например, 13.5 MHz за 480i / NTSC) се предават с помощта на схема за пиксел-повторение.

### Аудио / видео
HDMI използва Consumer Technology Association / Electronic Industries Alliance 861. HDMI 1.0 до HDMI 1.2a използва видео стандарт EIA / CEA-861-B, HDMI 1.3 използва видео стандарт CEA-861-D, и HDMI 1.4 използва CEA-861-E видео стандарт. Документът CEA -861-E дефинира „видео и честотни формати; колориметрия и квантуване; пренос на компресиран и некомпресиран, както и Linear Pulse Code Modulation (LPCM), аудио; пренос на спомагателни данни; реализации на Асоциацията на стандартизиране на видео електроника (VESA) стандарт за подобрени и разширени данни за индетификация на дисплея (E-EDID)“. На 15 юли 2013 г., на СЕВ обяви публикуването на CEA-861-F, който е стандарт, който може да се използва от интерфейси като DVI, HDMI, и LVDS. CEA-861-F, добавя способността да се предават няколко Ultra HD видео формати и допълнителни цветови пространства.
За да се гарантира, изходно ниво на съвместимост между различните HDMI източници и дисплеи (както и обратна съвместимост с електрически съвместим DVI стандарт) всички HDMI устройства трябва да прилагат цветово пространство sRGB по 8 бита за компонент. Възможност за използване на цвета YCbCr пространство и по-високи дълбочини на цвета („дълбок цвят“) е по избор. HDMI позволява sRGB 4:4:4 наситеност пробовземане (8 – 16 бита на компонент), xvYCC 4:4:4 наситеност пробовземане (8 – 16 бита на компонент), YCbCr 4:4:4 наситеност пробовземане (8 – 16 бита на компонент), или YCbCr 4:2:2 наситеност пробовземане (8 – 12 бита на компонент). пространствата на цветовете, които могат да бъдат използвани от HDMI са ITU-R BT.601, ITU-R BT.709-5 и IEC 61966-2-4.
За цифрово аудио, ако едно HDMI устройство има аудио, тя е длъжна да прилага изходнен формат: стерео (некомпресиран) PCM. Други формати не са задължителни, с HDMI позволява до 8 канала на некомпресирано аудио в размера на пробите на 16-битов, 20-битов и 24-битов, с прости честоти от 32 kHz, 44,1 kHz, 48 kHz, 88.2 kHz, 96 kHz, 176.4 kHz и 192 kHz. HDMI също носи всеки IEC 61937-съвместим компресиран аудио поток, като Dolby Digital и DTS, и до 8 канала на един-битов DSD аудио (използван на Super Audio CD-та) при скорост до четири пъти тази на Super Audio CD. С версия 1.3, HDMI позволява компресиране на аудио потоците Dolby TrueHD и DTS-HD Master Audio. Както с видеото YCbCr, аудио способността е по избор. Audio Return Channel (ARC) е функция, въведена в 1.4 стандарта HDMI. „Return“ се отнася за случаите, когато звукът идва от телевизора и може да бъде изпратен „нагоре“ към аудио-видео приемник с помощта на HDMI кабел, свързан към аудио-видео приемник. Пример за това е даден в сайта на HDMI: телевизор, който приема сателитно предаване или има друг видео източник, изпраща аудио „нагоре“ до аудио-видео приемник.

#### Некомпресирано видео
Спецификацията HDMI задава няколко режима на некомпресирано цифрово видео. Въпреки че често на HD видео, при способни фотоапарати включват HDMI интерфейс за звукозапис или преглед на живо, процесора за обработка на изображения и видео процесор от камери, използваеми за некомпресирано видео, трябва да бъде в състояние да доставя пълна разделителна способност на изображението при определената скорост на кадрите в реално време, без липсващи кадри причинени от трептене. Ето защо, може да се използва некомпресирано видео от HDMI, често то се нарича „Чисто HDMI“.

#### Протоколни комуникационни канали
HDMI има три физически отделни канали за комуникация, които са на DDC, TMDS и опционалната CEC. HDMI 1.4 добавен ARC и HEC.

##### DDC
The Display Data Channel (DDC) е канал за комуникация на базата на спецификацията на шина I²C. HDMI изрично изисква устройството изпълнява Enhanced Display Data Channel (E-DDC), който се използва от устройството за HDMI източник да чете данните за E-EDID от устройство HDMI, за да научите какво аудио / видео формати може да отнеме. HDMI изисква E-DDC приложат I²C стандартна скорост режим (100 Kbit / сек) и позволява да се евентуално прилагане на бърза скорост режим (400 Kbit / сек).
Каналът DDC се използва активно за високо-честотна лента на защита на цифрово съдържание.

##### TMDS
Преходна минимизирана диференциална сигнализация (Transition Minimized Differential Signaling (TMDS)) на HDMI размества видео, аудио и помощни данни чрез използване на три различни видове пакети, наречен период на видео данни (Video Data Period), период на отделните данни (Data Island Period) и период на контрола (Control Period). По време на период на видео данни, пикселите на активен видео линия се предават. По време на период на отделните данни (което се случва по време на хоризонтални и вертикални интервалите на нулиращ), аудио и спомагателни данни се предават в рамките на поредица от пакети. Период на контрола настъпва между период на видео данни и период на отделните данни.
И двата HDMI и работа с DVI TMDS да изпратят 10-битови символи, които са кодирани с 8b / 10b кодиране, който се различава от оригиналния IBM формат на видео периодът на данните и 2b / 10b кодиране за контролния период. HDMI добавя възможността за изпращане на аудио и помощни данни чрез 4б / 10b кодиране за периода на отделните данни. Всеки период на отделните данни е 32 пиксела и съдържа 32-битов пакетна глава, която включва 8 бита паритетни данни ВСН ЕСС за коригиране на грешки и описва съдържанието на пакета. Всеки пакет съдържа четири субпакета, и всеки субпакет е 64 бита в размер, включително 8 бита паритетни данни BCH ECC, позволяващи за всеки пакет, който да пренася до 224 бита на аудио данни. Всеки период на отделните данни може да съдържа до 18 пакети. Седем от 15 вида на пакета, описани в 1.3a спецификациите на HDMI се справят с аудио данни, а останалите 8 вида се справят с допълнителни данни. Сред тях са общия контролен пакет и метаданни пакет Gamut. Общото контролният пакет носи информация за AVMUTE (което заглушава звука по време на промени, които могат да причинят аудио шум) и Color Depth (който изпраща дълбочината малко от сегашната видеопотока и е необходим за дълбок цвят). Gamut метаданни пакет носи информация за цветовото пространство се използва за текущия видеопоток и е необходим за xvYCC

##### CEC
Consumer Electronics Control (CEC) е HDMI функция, предназначена да позволи на потребителя да командват и контролират до 15 устройства на CEC – поддръжка, които са свързани чрез HDMI, чрез използване само на един от техните дистанционни управления (например чрез контролиране на телевизор, декодер, и DVD плейър с помощта само на дистанционното управление на телевизора). CEC също така дава възможност за индивидуални устройства CEC – поддръжка за да командват и контролират помежду си, без намесата на потребителя.
Това е еднолентова двупосочна серийна шина, която се базира на стандартния AV.link протокол CENELEC за извършване на функции чрез контролно дистанционно. Окабеляване CEC е задължително, въпреки че изпълнението на CEC в даден продукт е по избор. Беше определено в HDMI Specification 1.0 и актуализиран през HDMI 1.2, HDMI 1.2a и HDMI 1.3a (който добавя таймер и аудио команди към шината). USB към CEC адаптери позволяват на компютъра да контролира устройства CEC-активираните устройства.

##### ARC
HDMI 1.4 въвежда функция, наречена ARC (Audio Return Channel) наред с други функции. Подобно на HEC, функцията ARC използва две пин от конектора: неизползвана преди пин и hot plug пин.
ARC е аудио връзка за цел да замени други кабели между телевизора, A/V приемник или системата на високоговорителите. Тази посока се използва, когато телевизорът е този, който генерира или получава видеопотока вместо другото оборудване. Типичен случай е управлението на дадено приложение върху смарт TV като Netflix, но възпроизвеждането на аудио сигнала е от друго оборудване. Без ARC, аудио изхода на телевизора трябва да бъде отправено от друг кабел, обикновено TOS-Link или коаксиален, в усилвателя с високоговорителите.

##### HEC
HDMI 1.4 въвежда функция, наречена HEC (HDMI Ethernet канал) наред с други функции. Подобно на ARC, функцията HEC използва две пин от конектора: неизползван преди пин и hot plug пин.
Технологията HDMI Ethernet канал консолидира видео, аудио и потоци данни в един HDMI кабел. Функцията HEC позволява IP-базирани приложения през HDMI и осигурява двупосочна Етернет комуникация при 100 Mbit / сек. Физически слой на Етернет мрежа използва атенюирани сигнали тип 100BASE-TX на една усукана двойка за предаване, така и да получават.
HEC (HDMI Ethernet канал) и ARC (Audio Return Channel) комбинирано са подкрепени с един порт или кабел, също така понякога се нарича „HEAC“ (HDMI Ethernet Audio Control).

#### Съвместимост с DVI
HDMI е съвместим с единична връзка Digital Visual Interface цифрово видео (DVI-D или DVI-I, но не DVI-A). Не се изисква преобразуване на сигнала, когато се използва адаптер или асиметричен кабел, така че няма загуба на качеството на видеото.
От гледна точка на потребителя, един HDMI дисплей може да се задвижва от източник DVI-D с еднократна връзка, тъй като HDMI и DVI-D определи припокриване минимален набор от разрешени резолюции и фреймбуферни формати, за да се осигури базово ниво на оперативна съвместимост. В обратния случай монитор DVI-D ще има същото ниво на основната оперативна съвместимост, освен ако има проблеми със съдържанието, защита с висока пропускателна способност, защита на цифрово съдържание (HDCP) или цвят кодирането на HDMI се в компонент цветово пространство YCbCr което не е възможно в DVI вместо RGB. Един източник HDMI като блу-рей плеър може да поиска HDCP спазване на дисплея, и отказват изхода на HDCP съдържание, защитено с несъответстващ дисплей. Друго усложнение е, че има една малка част от дисплея оборудвана, като някои от висок клас проектори за домашно кино, проектирани с HDMI входове, но не HDCP-съвместим.
Всеки адаптер DVI-към-HDMI може да функционира като адаптер HDMI-към-DVI (и обратно). Обикновено, единственото ограничение е „полът“ на конектори на адаптера и пола на кабелите и контакти с който се използват.
Характеристики, специфични за HDMI, като дистанционно управление и аудио транспорт, не са на разположение в устройства, които използват наследство DVI-D сигнализация. Въпреки това, много устройства с изход HDMI над конектор DVI (например ATI 3000-серия и NVIDIA GTX 200-серия видео карти), и някои мултимедийни екрани могат да приемат HDMI (включително аудио) над входа DVI. Точни възможности, надхвърлящи основната съвместимост варират от продукта. Адаптери обикновено са двупосочни.

##### Звук
От спецификацията DVI не включва аудио транспорт, проблем за оперативна съвместимост възникват, когато HDMI-източник кара дисплей наследство DVI (като компютърен монитор), или обратното, когато източник DVI задвижва HDMI дисплей. Докато правилата за кръстосано спазване HDMI и DVI гарантират, че един DVI видео връзка може да бъде успешно договорено и установено (чрез режим на взаимно способни дисплей), аудио сигналът все още трябва да бъдат транспортирани през средства извън връзката с DVI. Обикновено, един HDMI-оборудвана източник ще осигурят допълнителни изходи за аудио, като линейно ниво аналогов и S / PDIF, които осигуряват по-изходните аудио програма (като стерео PCM). По същия начин, когато показване на видео от HDMI жак, един HDMI-оборудван дисплей може да позволи алтернативно снабдяване на аудио от отделен чифт аналогови аудио входове. Предоставяне на някое от тези механизми за съвместимост е до производителя; те не са определени от HDMI. До 2010 г. почти всички HDMI-оборудвана източници (Set-Top и медии-смазочни кутии, блу-рей и DVD плейъри и персонални компютри), при условие отделни аналогови аудио изходи, както и много HDMI оборудвани телевизори са оборудвани със заместник-аудио вход, когато се снабдяват видео от един HDMI вход.
Някои активни еднопосочни преобразуватели съществуват, че може да декриптират HDCP и отцепчт аудио сигнал, тъй като S / PDIF и / или линейно ниво аналогов сигнал, което позволява конвертиране DVI-само дисплеи с резолюция HDMI-съвместими в пълен HDMI дисплей. Тъй като тези датчици пропускат „чист“ и некриптиран HDMI сигнал, наличието на тези преобразуватели обикновено се ограничава до професионално производство медийната индустрия.

#### Защита на съдържание (HDCP)
Висока честотна лента защита на цифрово съдържание (HDCP) е по-нова форма на управление на цифровите права. Intel създаде оригинална технология, за да се уверите, че цифровото съдържание, последвана насоките, определени от дигитална групата за защита на съдържанието.
HDMI може да използва HDCP за кодиране на сигнала, ако се изисква от устройството източник. CSS, CPRM и AACS изискват използването на HDCP на HDMI, когато възпроизвеждате криптирани DVD видео, DVD Audio, HD DVD и Blu-рей диск. HDCP Repeater bit контролира истинността и превключване / разпределението на HDMI сигнал. Според HDCP Спецификация 1.2 (започвайки с HDMI CTS 1.3a), всяка система, която реализира HDCP трябва да направят в пълно съответствие. HDCP тестовете, които по-рано са били изисквани за избирателни тестове като например „Simplay HD“ тестването на програмата вече е част от изискванията за съответствието на HDMI. HDCP дава възможност за до 127 устройства да бъдат свързани, с до 7 нива, с помощта на комбинация от източници, приемници и ретранслатори. Един прост пример за това е няколко HDMI устройства, свързани към AV приемник HDMI, който е свързан към HDMI дисплей.
Устройства наречени HDCP за отстраняване, могат да премахнат информацията HDCP от видео сигнала, така че видеото може да пуска HDCP-несъвместими дисплеи, макар и справедливо използване и форма за неразкриване на информация, обикновено трябва да бъде подписано с регистриране на агенция преди употреба.

#### Жакове
Съществуват пет вида HDMI конектор. Type A / B, са определени в 1.0 спецификацията HDMI, тип C, е определен в 1.3 спецификацията HDMI, и тип D / E, са определени в 1.4 спецификацията HDMI.

#### Тип А
Накрайник (мъжки) конектор извън размери са 13,9 мм х 4,45 мм, и изход (женски) конектора вътре размери са 14 мм х 4,55 мм. Има 19 пина, с пропускателна способност да изпълнява всички SDTV, EDTV и HDTV режими. Той е електрически съвместим с single-link DVI-D.

#### Тип B
Този конектор е 21.2 мм х 4,45 мм и разполага с 29 пина, провеждане шест диференциални двойки, вместо на три, за използване с много висока резолюция бъдещите дисплеи като WQUXGA (3840 × 2400). Той е електрически съвместим с двойна връзка DVI-D, но все още не е използван във всички продукти. Въпреки това, използването на допълнителни три диференциални двойки е запазено като 1,3 спецификация. Този сектор от пазара вероятно е заменен с DisplayPort.

#### Тип C
Този мини конектор е по-малък от тип A накрайник, с размери 10.42 mm х 2,42 мм, но има същата 19-пинов конфигурация. Той е предназначен за преносими устройства. Разликите са, че всички положителни сигнали на диференциални двойки са заменени с техните съответни защити, DDC/CEC Ground е поставен с 13 пина вместо 17 пина, CEC е поставен с 14 пина вместо 13 пина, и запазените пинове са 17 вместо 14пина. Тип C мини конектор може да бъде свързан към тип A конектор, използвайки кабел тип A към тип С.

#### Тип D
Този микро конектор свива размера на конектора като подобно на микро-USB конектор, има размери 6.4 mm х 2.8 mm. За сравнение, микро-USB конектор е 6.85 mm х 1,8 мм и USB конектор тип А е 11.5 mm х 4.5 mm. Той запазва стандартните 19 пинчета от типове A и C, но назначението на пиновете е различна от двете.

#### Type E
Автомобилна свързваща система има заключващ раздел, за да се запази кабела от свободно вибриране и черупка, за да помогне за предотвратяване от намеса на влага и мръсотия на сигналите. Реле конектор е достъпно за свързване на стандартни потребителски кабели за автомобилния тип.

### Кабели
Въпреки че няма точно определена максимална дължина за HDMI кабелите, ослабването на сигнала (в зависимост от качеството на проводниците и изработката на кабела) ограничава практически приложимата дължина. HDMI 1.3 разграничава две категории кабели: Категория 1 – сертифицирани кабели, които са тествани при честота 74.5 MHz (което включва резолюции като 720p60 и 1080i60) и Категория 2 – сертифицирани кабели, които са тествани при честота 340 MHz (включително резолюции като 1080p60 и 2160p30). HDMI кабелите от категория 1 се наричат „Стандартни“, а тези от категория 2 – „Високоскоростни“. Това означение е въведено на 17 октомври 2008 г. Кабел със спецификации на категория 1, дълъг около 5 метра (16 фута), може лесно да бъде произведен с помощта на 28 AWG (0.081 mm²) проводници. При използване на по-качествени материали, включително 24 AWG (0.205 mm²) проводници, един HDMI кабел може да достигне дължина до 15 метра (49 фута). Много HDMI кабели под 5 метра дължина, изработени преди HDMI 1.3 спецификацията, могат да работят като кабели от категория 2, но само кабели, които са тествани по условията и характеристиките на категория 2, могат със сигурност да послужат за цели, предназначени за тази категория.
HDMI 1.4 дефинира следните основни типове кабели:
- Стандартен HDMI кабел – до 1080i и 720p
- Стандартен HDMI кабел с Етернет
- HDMI кабели за автомобили и автомобилни системи
- Високоскоростен HDMI кабел – 1080p, 4K, 3D и Deep Color
- Високоскоростен кабел с Етернет

Един HDMI кабел обикновено се състои от четири екранирани усукани двойки с импеданс от порядъка на 100 Ω плюс няколко отделни проводници.

### Удължители
HDMI удължителят е устройство (или няколко устройства), захранвано от външен източник или с 5V постоянен ток от HDMI източника. Дългите кабели могат да доведат до нестабилност на HDCP защитата и премигване на екрана, дължащо се на отслабения DDC сигнал, който се изисква за HDCP защита. HDCP DDC сигналите трябва да бъдат мултиплексирани с TMDS видеосигнали, за да бъдат съобразени изискванията на HDCP за HDMI удължители на базата на единични кабели от Категория 5/Категория 6. Някои компании предлагат усилватели, еквалайзери и ретранслатори, които биха могли да съединят няколко стандартни HDMI кабела. Активните HDMI кабели използват електроника в рамките на кабела, която да подобри сигнала, и това дава възможност за използването на HDMI кабели с дължина до 30 метра (98 фута); тези, които се базират на HDBaseT, могат да достигнат дължина до 100 метра; HDMI удължители, които са базирани на двойни кабели от Категория 5 / Категория 6, могат да достигнат дължина до 250 метра (820 фута); HDMI удължители на базата на оптични влакна могат да се достигнат дължина HDMI до 300 метра (980 фута).

### Цена
HDMI производителите плащат годишна такса от 10 000 щ.д. плюс авторски права със ставка от 0,15 щ.д. на единица продукт, която спада до 0,05, ако се използва логото на HDMI, или дори до 0,04, ако се внедри HDCP защитата. Алтернативната такса за производителите, които произвеждат по-малко от 10 000 броя HDMI продукти на година, е годишна такса от 5000 щатски долара и авторски права със ставка от 1 долар за всеки произведен продукт. Таксата за авторски права се прилага само върху крайни продукти и изключва такива, които са включени във или към лицензиран HDMI продукт, който вече подлежи на облагане с такса за авторки права. Например, за HDMI кабел, който се продава директно на потребителя, компанията производител заплаща такса за авторски права, но ако компанията продаде същият този кабел на компания производител на HD телевизори (която впоследствие ще включи този кабел към HD телевизор, за който е заплатила авторски права), тогава компанията производител на HD телевизори заплаща авторски права само за HD телевизора.

## Версии
HDMI устройствата са произведени да се придържат към различни видове версии на спецификация. За всяка една версия е зададен номер и/или буква, като 1.0; 1.2 или 1.4b. Всяка следваща версия на спецификация използва един и същ вид кабел, но се увеличава честотната лента и/или способностите за това, какво може да бъде предадено през кабела. Продуктът изброен като имащ HDMI версия, не означава, че ще притежава всички характеристики от изброените за тази версия, тъй като някои HDMI характеристики не са задължителни. Като забележка с пускането на версия 1.4 кабел, HDMI Licensing LLC group (която ръководи HDMI стандарта) ще изисква информацията за версията, да бъде премахната от опаковката и рекламата на кабела. Без кабел HDMI, продуктите от 1 януари 2012 започват да не позволяват справка за HDMI номер и ще бъде задължително съдържанието на всяка характеристика от HDMI спецификациите на съответния продукт.

### Версия 1.0
HDMI 1.0 е пуснат на 9 декември 2002 и е единичен кабел дигитално аудио/видео, съединителен интерфейс с максимум TMDS честотна лента от 4.95 Gbit/s. Дефинира до 3.96 Gbit/s от видео-честотната лента и 8 канален LPCM/192 kHz/24-bit аудио.

### Версия 1.1
HDMI 1.1 е пуснат на 20 май 2004 с добавено DVD-Аудио.

### Версия 1.2
HDMI 1.2 е пуснат на 8 август 2005 с добавена опция Еднобитово Аудио, използвано на Супер Аудио CD, при до 8 канала. Добавена е също достъпност от HDMI тип А съединители за PC източници. Способността за PC източниците да приложат само sRGB цветно пространство, докато запазят опцията да приложат YCbCr цветно пространство и задължат HDMI 1.2, и по-късните дисплеи да разрешат високо-волтови източници.

### Версия 1.3
HDMI 1.3 е пуснат на 22 юни 2006 и увеличава единичната връзка на честотната лента с 340MHz (10.2Gbit/s). По желание позволява дълбок цвят с 30-bit, 36-bit и 48bit xvYCC, sRGB, или YCbCr, сравнено с 24bit sRGB или YCbCr в предишни HDMI версии. Също по избор позволява продукт на Dolby TrueHD и DTS-HD Master Audio потоци, за външно декодиране от аудио/видео приемници. Това включва автоматично аудио синхронизираща способност в дефинирани кабел категории 1 и 2. В Категория 1 кабелът е тестван до 74.25MHz, в Категория 2 е тестван до 340MHz. Добавен е също нов тип С мини съединител за преносими устройства.
HDMI 1.3а е пуснат Ноември 10, 2006 и има Cable и Sink модификации за тип С, източник прекратяващ препоръките и премахващ пропусканията и максимално издигащи се/падащи времеви граници. Променя също СЕС границите на капацитета, изяснено sRGB видео квантуващият диапазон и СЕС командите за времеви контрол биват върнати обратно в изменена форма, с добавени настройки за аудио контрол. Добавена е още незадължителна способност на потока SACO в битовия поток DST формат по-добре от некомпресиран, необработен DSD, като този от HDMI 1.2 нататък.
HDMI 1.3b, 1.3b1 и 1.3c са пуснати съответно Март 26, 2007; Ноември 9, 2007 и Август 25, 2008. Те не внасят промени с HDMI характеристиките, функциите или производителността, но описват само тестването на продукти базирани на HDMI 1.3a спецификации, относно HDMI съответствието (1.3b), HDMI тип С мини съединител (1.3b1) и активните HDMI кабели (1.3c).

### Версия 1.4
HDMI 1.4 е пуснат на 28 май 2009, а първите HDMI продукти са били достъпни през втората половина на 2009. HDMI 1.4 увеличава максималната резолюция до 4К х 2К 4096х2160 на 24Hz (която е резолюцията използвана при дигиталните театри) или 3840х2160 (Ултра HD) на 24Hz/ 25Hz/ 30Hz, добавена на HDMI Ethernet Channel, което позволява 100Mbit/s Ethernet връзка между двете HDMI свързани устройства. Така те могат да споделят интернет връзка. Въвеждат и аудио връщащ се канал, 3D през HDMI, нов микро HDMI съединител, разширен комплект от цветови пространства с допълнение от sYCC601, Adobe RGB и Adobe YCC601, и Автомобилно свързваща система. HDMI дефинира няколко стереоскопични 3D формата, включително алтернативно поле (редуващо се), кадър пакет (пълна резолюция горе/долу формат) изцяло алтернативна линия, стена-до-стена на половина, стена-до-стена изцяло, 2D + дълбочина и 2D + дълбочина + графика + графична дълбочина, с допълнителни горе/долу формати добавени във версия 1.4а. HDMI 1.4 изисква 3D дисплеите да добавят кадър пакет 3D формат на всеки 720р50 и 1080р24, или 720р60 и 1080р24. Високоскоростните HDMI 1.3 кабели работят с всички HDMI 1.4 характеристики, с изключение на HDMI Ethernet Channel.
HDMI 1.4а е бил пуснат Март 4, 2010, с добавени два допълнителни, задължителни 3D формата за разпространено съдържание, които са били отложени при HDMI 1.4, за да се провери първо посоката на 3D в разпространения пазар. HDMI 1.4а има задължително дефинирани 3D формати за излъчване, игра и филмово съдържание. HDMI 1.4а изисква 3D дисплеите да приложат кадър пакет 3D формат на всеки 720р50 и 1080р24, или 720р60 и 1080р24, стена-до-стена хоризонтално на всеки 1080i50 или 1080i60, и горе/долу на всеки 720р50 и 1080р24, или 720р60 и 1080р24.
HDMI 1.4b е бил пуснат Октомври 11, 2011. Една от новите характеристики, която притежавал била способността да поддържа 3D 1080р видео на 120Hz, позволявайки кадър пакет 3D формат на 1080р60 – за всяко око (120Hz общо). Всички бъдещи версии на HDMI спецификацията ще бъдат правени от HDMI Форум, който е създаден на 25 октомври 2011.

### Версия 2.0
HDMI 2.0 посочена от някои производители, като HDMI UHD, е била пусната на 4 септември 2013.
HDMI 2.0 увеличава максималната TMDS за канала магистрала от 3.4Gbit/s на 6Gbit/s, което позволява на максималната обща магистрала TMDS от 18Gbit/s. Това позволява на HDMI 2.0 да използва 4К резолюция на 60 кадъра за секунда. Останалите характеристики на HDMI 2.0 включват опциите на Rec. 2020, цветно пространство, двойна картина, 4:2:0 наситено пробовземане, 25fps 3D формати, до 4 аудио потока, 21:9 странично съотношение, НЕ-ААС и DRA аудио стандарти, подобрена 3D способност и допълнителни СЕС функции. HDMI 2.0а е бил пуснат на 8 април 2015, с добавено поддържане на висок динамичен видео обхват.

### Версия 2.1
HDMI 2.1 добавя поддържането на „динамични метаданни“.
Накратко: HDMI 2.0а покрива HDR EOTF сигнализация и статични метаданни. Динамичните метаданни се покриват от HDMI 2.1.

### Сравнение на версиите
| HDMI версии                                                            | 1.0              | 1.1              | 1.2              | 1.3              | 1.4              | 2.0                               |
| ---------------------------------------------------------------------- | ---------------- | ---------------- | ---------------- | ---------------- | ---------------- | --------------------------------- |
| Дата на стартиране                                                     | 9 декември 2002  | 20 май 2004      | 8 август 2005    | 22 юни 2006      | 28 май 2009      | 4 септември 2013                  |
| Максимална пикселова часовникова скорост (MHz)                         | 165              | 165              | 165              | 340              | 340              | 600                               |
| Максимална TMDS магистрала за канал (Gbit/s) включително 8b/10b над    | 1.65             | 1.65             | 1.65             | 3.4              | 3.4              | 6                                 |
| Максимална обща TMDS магистрала (Gbit/s) включително 8b/10b над        | 4.95             | 4.95             | 4.95             | 10.2             | 10.2             | 18                                |
| Максимална магистрала (Gbit/s) с 8b/10b над премахнато                 | 3.96             | 3.96             | 3.96             | 8.16             | 8.16             | 14.4                              |
| Максимална аудио магистрала (Mbit/s)                                   | 36.864           | 36.864           | 36.864           | 36.864           | 36.864           | 36.864                            |
| Максимална дълбочина на цветовете (bit/px)                             | 24               | 24               | 24               | 48               | 48               | 48                                |
| Максимална консумация на резолюция през единичната връзка 24-bit/px    | 1920×1200p/60 Hz | 1920×1200p/60 Hz | 1920×1200p/60 Hz | 2560×1600p/60 Hz | 4096×2160p/24 Hz | 4096×2160p/24 Hz                  |
| Максимално консумация на 3D резолюция през единичната връзка 24-bit/px |                  |                  |                  |                  | 1920×1080p/24 Hz | 1920×1080p/24 Hz 4096×2160p/24 Hz |

| HDMI версии                                            | 1.0 | 1.1 | 1.2 1.2a | 1.3 1.3a 1.3b 1.3b1 1.3c | 1.4 1.4a 1.4b | 2.0 2.0a | 2.1 |
| ------------------------------------------------------ | --- | --- | -------- | ------------------------ | ------------- | -------- | --- |
| sRGB                                                   | Yes | Yes | Yes      | Yes                      | Yes           | Yes      | Yes |
| YCbCr 4:2:2/4:4:4                                      | Yes | Yes | Yes      | Yes                      | Yes           | Yes      | Yes |
| 8 канален LPCM, 192 kHz, 24-bit аудио способност       | Yes | Yes | Yes      | Yes                      | Yes           | Yes      | Yes |
| Blu-ray Disc и HD DVD видео и аудио на пълна резолюция | Yes | Yes | Yes      | Yes                      | Yes           | Yes      | Yes |
| Консуматор Електронен Контрол (CEC)                    | Yes | Yes | Yes      | Yes                      | Yes           | Yes      | Yes |
| DVD-Аудио                                              | N   | Yes | Yes      | Yes                      | Yes           | Yes      | Yes |
| Супер Аудио CD (DSD)                                   | N   | N   | Yes      | Yes                      | Yes           | Yes      | Yes |
| Дълбок цвят                                            | N   | N   | N        | Yes                      | Yes           | Yes      | Yes |
| xvYCC                                                  | N   | N   | N        | Yes                      | Yes           | Yes      | Yes |
| Автоматичен lip-sync                                   | N   | N   | N        | Yes                      | Yes           | Yes      | Yes |
| Dolby TrueHD способност на битовия поток               | N   | N   | N        | Yes                      | Yes           | Yes      | Yes |
| DTS-HD Master Audio способност на битовия поток        | N   | N   | N        | Yes                      | Yes           | Yes      | Yes |
| Обновен лист от CEC команди                            | N   | N   | N        | Yes                      | Yes           | Yes      | Yes |
| 3D over HDMI                                           | N   | N   | N        | N                        | Yes           | Yes      | Yes |
| Ethernet канал                                         | N   | N   | N        | N                        | Yes           | Yes      | Yes |
| Аудио връщащ канал (ARC)                               | N   | N   | N        | N                        | Yes           | Yes      | Yes |
| 1920×1080 резолюция при 120 Hz                         | N   | N   | N        | N                        | Yes           | Yes      | Yes |
| 4K резолюция при 30 Hz                                 | N   | N   | N        | N                        | Yes           | Yes      | Yes |
| 4K резолюция при 60 Hz                                 | N   | N   | N        | N                        | N             | Yes      | Yes |
| Rec. 2020 цветно пространство                          | N   | N   | N        | N                        | N             | Yes      | Yes |
| YCbCr 4:2:0                                            | N   | N   | N        | N                        | N             | Yes      | Yes |
| 32 канала аудио                                        | N   | N   | N        | N                        | N             | Yes      | Yes |
| 1536 kHz общо аудио                                    | N   | N   | N        | N                        | N             | Yes      | Yes |
| 4 аудио потока                                         | N   | N   | N        | N                        | N             | Yes      | Yes |
| 2 видео потока (Двойна картина)                        | N   | N   | N        | N                        | N             | Yes      | Yes |
| 21:9 странично съотношение                             | N   | N   | N        | N                        | N             | Yes      | Yes |
| HDR EOTF сигнализация и статични метаданни             | N   | N   | N        | N                        | N             | Yes      | Yes |
| HDR динамични метаданни                                | N   | N   | N        | N                        | N             | N        | Yes |

## Приложения

### Blu-ray Disk и HD DVD плейъри и рекордери
Технологията Blu-ray Disk и HD DVD плейърите с висока разделителна способност са въведени през 2006 година, като те предлагат аудио функции с висока прецизност, за които се изисква HDMI за най-добри резултати. HDMI 1.3 може да възпроизведе (транспортира) Dolby Digital Plus, Dolby TrueHD и DTS-HD Master Audio битов поток в компресиран формат.
Тази възможност позволява на AV приемник с необходимия декодер да декодира компресирания аудио поток. Спецификацията на Blu-ray не включва видео кодиране с наситен цвят или xvYCC; По този начин, HDMI 1.0 може да прехвърля Blu-ray дискове при пълно качество на видеото.
Спецификацията 1.4 на HDMI излиза през 2009 г., като добавя поддръжка на 3D видео и се използва от всички 3D съвместими Blu-ray плейъри.
Говорители на Blu-ray Disk асоциацията (BDA) заявиха на IFA (International radio exibition) изложението през септември 2014 в Берлин, Германия, че се очаква Blu-Ray, 4K/Ultra HD плейърите и UHD дисковете, да бъдат на разположение през втората половина на 2015 г. Предполага се, че тези Blu-ray UHD плейъри по изискване ще включват HDMI 2.0 изход поддържащ HDCP 2.2 (High-bandwidth digital Content Protection).
Технологията Blu-ray позволява вторично аудио декодиране, чрез което съдържанието на диска казва на плейъра да смеси различни аудио източници заедно, преди крайния изход. Някои Blu-ray и HD DVD плейъри могат да декодират всички аудио кодеци вътрешно и могат да извеждат LPCM аудио (импулсно-кодова модулация) през HDMI. Многоканалните LPCM могат да бъдат транспортирани през един HDMI кабел, и също толкова дълго, колкото AV приемникът изпълнява многоканална LPCM аудио функция над HDMI и прилага HDCP, чието аудио възпроизвеждане е еднакво на резолюция на HDMI 1.3 битстрийм изход. Някои евтини AV приемници, като Onkyo TX-SR506, не позволяват аудио обработка над HDMI и са етикетирани като „HDMI преминаване през“ устройства.
На практика всички съвременни AV приемници предлагат HDMI 1.4 входове и изходи с обработка за всички аудио формати, предлагани от блу-рей дискове и други HD видео източници. През 2014 година, няколко производители представиха премиум AV приемници, които включват един или няколко HDMI 2.0 входове, наред с HDMI 2.0 изходи. Обаче, до 2015 г., най-големите производители на AV приемници също включиха поддръжка на HDCP 2.2, които са необходими за поддръжка на определени висококачествени 4K/UHD видео източници, като например предстоящите Blu-ray 4K/UHD плейъри.

### Цифрови фотоапарати и видеокамери
Към края на 2012 г., повечето потребителски видеокамери, както и много цифрови фотоапарати, са оборудвани с мини-HDMI конектор (тип C конектор).
Към средата на 2014 г., някои камери вече имат 4K способност и 3D, както и някои фотоапарати, които струват около $ 900. Тези камери се нуждаят най-малко от един TV/монитор с HDMI 1.4a порт.

### Персонални компютри
Персонални компютри с DVI интерфейс са способни да произвеждат видео изход към HDMI-съвместим монитор. (appx. C) Някои компютри включват HDMI интерфейс и може също така да могат да HDMI аудио изход, в зависимост от специфичния хардуер. За пример, дънните платки на Intel, от 945G насам и NVIDIA GeForce 8200/8300 са способни на 8-канален LPCM изход над HDMI. Осем-канален LPCM аудио изход над HDMI с видео карта за първи път е произведен с ATI Radeon HD 4850, който е на пазара от юни 2008 г. и се изпълнява от други видео карти в ATI Radeon HD 4000 серията.
Linux може да управлява 8-канален LPCM аудио над HDMI, ако видеокартата има необходимия хардуер и изпълнява Advanced Linux Sound Architecture (ALSA). [140] В ATI Radeon HD 4000 серията се изпълнява ALSA. Cyberlink обявиха през юни 2008 г., че ще актуализират своите PowerDVD възпроизвеждащи софтуери, за да позволят на 192 kHz/24-битов блу-рей диск да аудио декодира в края на 2008 г. Corel WinDVD 9 Plus може да аудио декодира 96 kHz/24-битов Blu-ray диск.
Дори и с HDMI изход, един компютър може да не е в състояние да произвежда сигнали, които прилагат HDCP, Майкрософт защитени аудио или видео пътеки (Microsoft's Protected Video Path, or Microsoft's Protected Audio Path). Няколко ранни графични карти бяха етикетирани като „HDCP-съвместими“, но не разполагаха с хардуера, нужен за HDCP; това включваше някои графични карти базирани на чипсет ATI X1600 и някои модели на 7900 серията NVIDIA Geforce. Първите компютърни монитори, които можеха да обработват HDCP бяха пуснати на пазара през 2005 г.; от февруари 2006 г. дузина различни модели бяха пуснати на пазара. Protected Video Path (защитеният видео път) е включен в графични карти, които са имаха възможност за HDCP, тъй като тя е необходима за видео изход от Blu-ray дисковете. За сравнение, за Protected Audio Path (защитеният аудио път) е необходим, само ако битстрийм без загуба на аудио (като Dolby TrueHD или DTS-HD MA) е изход. Некомпресиран LPCM аудио, обаче, не изисква защитена Audio Path и софтуерни програми, като PowerDVD и WinDVD може да декодира Dolby TrueHD и DTS-HD MA и го извеждат като LPCM.
Едно ограничение е, че ако компютърът не се прилага за защитена аудио пътека, аудиото трябва да „downsample“-ва (което е правене на цифров аудио сигнал по-малък чрез понижаване на неговата честота на дискретизация или размер на пробата (бита в пробата). Downsampling се прави, за да се намали скоростта на предаване при предаване в рамките на ограничен трафик или да се превърнат в по-ограничен аудио формат) до 16 битовия 48 kHz, но все още изходът е до 8 канала. През 2008 г. графични карти не са излезли на пазара, които да изпълняват защитен аудио път.
Asus Xonar HDAV1.3 стана първата HDMI звукова карта, която се прилага за защитените аудио пътеки и могат едновременно да пращат битстрийм и декодиране без загуби на аудиото (Dolby TrueHD и DTS-HD MA), въпреки че bitstreaming-а е достъпна само ако с помощта на ArcSoft TotalMedia Theatre софтуера. Той разполага с HDMI 1.3 вход/изход, и от Asus се казва, че той може да работи с повечето видео карти на пазара.
През септември 2009, AMD обявиха, че серията видео карти ATI Radeon HD 5000, които имат HDMI 1.3 изход (дълбок цвят, xvYCC широка възможност за гама и високо-битов аудио честота), 8-канален LPCM над HDMI, както и интегриран HD аудио контролер със защитен audio path, който позволява битстрийм изхода над HDMI за AAC, Dolby AC-3, Dolby TrueHD и DTS Master Audio формати.
ATI Radeon HD 5870 пусната през септември 2009 г. е първата видео карта, която дава битстрийм изход над HDMI за Dolby TrueHD и DTS-HD Master Audio. AMD Radeon HD 6000 сериите допълват с HDMI 1.4a. AMD Radeon HD 7000 сериите, се изпълняват съответно с HDMI 1.4b.
През декември 2010 г. е обявено, че няколко компютърни доставчици и производители на дисплеи, включително Intel, AMD, Dell, Lenovo, Samsung и LG ще спрат да използват LVDS (Low-voltage differential signaling – диференциална сигнализация с ниско напрежение) (всъщност, FPD-Link) от 2013 г. и съответно DVI и VGA конектори от 2015 г., заменяйки ги с DisplayPort и HDMI.
На 27 август 2012 г., Asus представи нов 27 инчов (69 cm) монитор, който може да произвежда своята резолюция от 2560 × 1440 чрез HDMI 1.4.
На 18 септември 2014 г., Nvidia пусна GeForce GTX 980 и GTX 970 (с GM204 чип) с HDMI 2.0 поддръжка. На 22 януари 2015 г. GeForce GTX 960 (с GM206 чип) стартира с HDMI 2.0 поддръжка. На 17 март 2015 г., GeForce GTX TITAN X (GM200) стартира с HDMI 2.0 поддръжка. На 1 юни 2015 г., GeForce GTX 980 Ti (с GM200 чип) стартира с HDMI 2.0 поддръжка. На 20 август 2015 г., GeForce GTX 950 (с GM206 чип) започна с HDMI 2.0 поддръжка.

### Таблети
Някои таблетни компютри (таблети), като Microsoft Surface, Motorola Xoom, BlackBerry PlayBook, Vizio VTAB1008 и Acer Iconia Tab A500, прилагат HDMI, използвайки Micro-HDMI (Type D) портове. Други, като ASUS Eee Pad Transformer прилагат стандарта, използващ Mini-HDMI (Type C) портове. Всички модели Ipad имат специален A/V адаптер, който преобразува линията от данните на Apple към стандартен порт HDMI (Type A). Samsung има подобен патентован трийсет-пинов порт за своя Galaxy Tab 10.1, който може да се адаптира към HDMI, както и USB памети. Смартфонът/таблет хибрид Dell Streak 5 е способен да извежда през HDMI. Докато Streak използва PDMI порт, отделно гнездо е достъпно която добавя HDMI съвместимост. Повечето от таблетите китайско производство с Android OS осигуряват HDMI изход чрез порт Mini-HDMI (Type C). Повечето нови лаптопи и настолни компютри вече са с вградени HDMI портове.

### Мобилни телефони
Повечето от последните модели мобилни телефони могат да произвеждат изход на HDMI видео или чрез микро-HDMI конектор или MHL (Mobile High-Definition Link) изход.

### Наследствена съвместимост (Legacy compatibility)
HDMI може да се използва само с по-старите аналогови устройства (използвайки връзки като SCART, VGA, RCA и т.н.), само с помощта на цифрово-аналогов преобразувател или AV приемник, като интерфейсът не носи никакви аналогови сигнали (за разлика от DVI, където устройства с портове DVI-I приемат или предоставят цифрови или аналогови сигнали). Тези кабели са достъпни, работещи, като свързват необходимите електроники, но е важно да се разграничат тези активни конверторни кабели от пасивен HDMI към VGA кабел (който обикновено е по-евтини, тъй като не свързва всяка електроника). Пасивните кабелите са полезни единствено, ако имате устройство, което „очаква“ HDMI сигнали на VGA конектор, или VGA сигнали на HDMI конектор; това е една нестандартна функция, която не е внедрена на повечето устройства.

### Връзка с DisplayPort
Друг аудио/видео интерфейс е DisplayPort, чиято версия 1.0 е одобрена през май 2006 г. Няколко модела дисплеи, компютри, и видео карти имат такива портове. Уебсайтът на DisplayPort посочва, че скоро (2009) се очаква да допълнят HDMI. [161] Повечето фирми, произвеждащи оборудване, което използва тези портове са в сектора на компютрите. DisplayPort използва собствен тактов микро-пакет-базиран протокол, който дава възможност за различен брой диференциални алеи, едновременно с гъвкаво разпределение на честотната лента между аудио и видео, и позволява капсулиране на многоканални компресирани аудио формати в аудио потока. DisplayPort портовете могат да бъдат направени така, че да са съвместими с единичен-Link DVI и HDMI 1.4 Съвместимостта се постига с DisplayPort в двоен режим на портовете, които са отбелязани с логото на ++DP, използвайки свързани пасивни адаптери. Тези задвижвани активни адаптери позволяват преобразуване на сигнала към двойната DVI връзка и аналогов VGA.
DisplayPort има процент възнаграждение от $ 0,20 за единица (от патенти, лицензирани от MPEG LA), докато HDMI има годишна такса от $ 10 000 и скорост за единица от между $ 0,15 и $ 0,04. [165] DisplayPort версия 1.2 добавя възможността за транспортиране на различни аудио/видео потоци, които удвояват максималната скорост на данните от 10,8 Gbit/sec до 21,6 Gbit/sec, увеличавайки „AUX“ канал честотна лента от 1 Mbit/sec до 720 Mbit/sec, добавя също способността да се използват множество цветни пространства, включително xvYCC, scRGB и Adobe RGB 1998, както и прибавя глобален time-code за аудио синхронизация и способността за прехвърляне на Ethernet, USB 2.0, DPMS и други видове данни по „AUX“ канал.
HDMI има няколко предимства в сравнение с DisplayPort-a, като например способността да изпълнява Consumer Electronics Control (CEC) сигнали, и електрическа съвместимост с DVI (макар че на практика се ограничава до ставки DVI Single-Link). По-важното е, HDMI може да поддържа пълен капацитет за до 10 метра дължина на кабела, докато DisplayPort могат да носят пълната широчина на честотната лента за само до 3 метра.

### Връзка с MHL
Мобилна връзка с висока разделителна способност (MHL) е индустриален стандарт за мобилен аудио/видео интерфейс за директно свързване на мобилни телефони и други преносими потребителски електронни (CE) устройства, към телевизори с висока разделителна способност (HD телевизори) и дисплеи. MHL е разработен от MHL Consortium, консорциум от водещи CE производители и производителите на мобилни устройства. Много от фирмите, които стоят зад MHL са и тези, които стоят зад HDMI.
MHL характеристики:
- Мощността се предава чрез кабел. Типичните случаи включват зареждане на мобилното устройство и на мобилното устройство захранване активна MHL връзка	към	HDMI донгъл (dongle)	на телевизора.
- Използва	един, тънък кабел, за да свържете	мобилното устройство към телевизора	в сравнение с HDMI. [173] Типични MHL кабели	са дълги 1,5 м.
- HDMI-CEC	способност, контрол
- Резолюция	на видео ограничава до 1080p некомпресиран	4:2:2 HD видео (PacketVideo) или 720p 4:4:4 HD видео.	MHL 2.0 предвижда 1080p при 60 Hz.
- 8	канала (например, 7.1 съраунд звук)	некомпресирано аудио.
- Позволява	висока честотна лента защита на цифрово	съдържание (HDCP).
- Типичният	MHL конектор е микро USB, които	вече	се намира в много мобилни устройства. Същият	микро USB конектор може да се използва	за зареждане на устройството, за да се	установи комуникация на данни с компютър	и да прехвърли некомпресирано видео.

На 6 януари 2015 г. MHL обяви спецификацията superMHL, следващото поколение на MHL технология за CE и мобилни устройства. SuperMHL доставя мобилни подобрения, като например по-висока разделителна способност и честота на кадрите, заедно с 40W на енергия за зареждане, докато разширява обсега MHL в домашно кино свързаност чрез подкрепа 8K видео резолюция и разширени аудио формати. Със SuperMHL, потребителите могат да свържат техните мобилни устройства, сателитни приемници (STBs), блу-рей диск плейъри, AVRs, стрийминг медийни антени и други източници на устройства за телевизори и дисплеи. Пускането на нов реверсивен superMHL конектор съпортва засилените видео формати, за да достави реалистична, завладяващо съдържание картина, между продуктите за домашно кино и дисплеи.
Характеристики на superMHL включват:
- Доставка	до 8К 120fps видео
- Deep	Color support	до 48-битов цвят дълбочина
- Широка	цветова гама, за да се	види	съдържанието, по	начина, по който създателите на филма възнамеряват
- High-Dynamic	Range (HDR) support,	за	да се открие	перфектния баланс на ярки спектрални	акценти, заедно с детайлите в сянка
- Пълно	потапяне в съраунд звук с поддръжка на	обектово	аудио като Dolby Atmos®, DTS: X, 3D звук, и режим	audio-only	mode
- Разширени	конфигурации за свързване на	няколко	MHL устройства заедно (TV, AVR, Блу-рей	плейъри) и едновременното	им	контролиране	чрез едно дистанционно
- Мощност	зареждане до 40W
- Достъп	до съдържание	на няколко дисплея, чрез	свързването	на	едно устройство
- Обратими	superMHL съединители
- Support	за режим на MHL Alt за спецификацията USB	Type-C